# Das (cràter)
Das és un cràter d'impacte situat a la cara oculta de la Lluna. S'hi troba al nord-oest de la plana emmurallada del cràter Txebixev. Al sud-oest de Das s'hi troba Mariotte, un cràter irregular. Von der Pahlen s'hi troba a l'est-nord-est. Das s'hi localitza amb el sistema de coordenades planetocèntriques a -25.9 ° latitud N i -136.39 ° longitud E, i fa 35.95 km de diàmetre; el nom va ser aprovat per la UAI l'any 1970.
Das s'hi troba al centre d'un feble sistema de marques radials. Els materials ejectats presenten una albedo més alta, que continua a una distància de gairebé dos diàmetres del cràter, i després forma tènues raigs sobretot al nord-oest. Aquests raigs se superposen a un segon sistema radial cap a l'est-sud-est.
A causa dels seus raigs prominents, Das és assignat al Període Copernicà.

## Cràters satèl·lit
Per convenció aquests elements són identificats en els mapes lunars posant la lletra en el costat del punt central del cràter que està més prop de Das.
|     | \| Das \| Coordenades \| Diàmetre \| \| --- \| -------------------------------------- \| -------- \| \| G \| 26° 54′ S, 135° 12′ O / 26.9°S,135.2°O \| 32 km \| |          |
| Das | Coordenades | Diàmetre |
| G   | 26° 54′ S, 135° 12′ O / 26.9°S,135.2°O | 32 km    |

## Altres referències
- (WGPSN), IAU Working Group for Planetary System Nomenclature. «Gazetteer of Planetary Nomenclature. 1:1 Million-Scale Maps of the Moon» (en anglès).  UAI / USGS, 13-02-2013. [Consulta: 6 abril 2016].
- Andersson, L. E.; Whitaker, E. A.,. NASA Catalogue of Lunar Nomenclature (en anglès).  NASA RP-1097, 1982.
- Blue, Jennifer. «Gazetteer of Planetary Nomenclature» (en anglès).  USGS, 25-07-2007. [Consulta: 2 gener 2012].
- Bussey, B.; Spudis, P.. The Clementine Atlas of the Moon (en anglès).  Nueva York: Cambridge University Press, 2004. ISBN 0-521-81528-2.
- Cocks, Elijah E.; Cocks, Josiah C.. Who's Who on the Moon: A Biographical Dictionary of Lunar Nomenclature (en anglès).  Tudor Publishers, 1995. ISBN 0-936389-27-3.
- McDowell, Jonathan. «Lunar Nomenclature» (en anglès).   Jonathan's Space Report, 15-07-2007. [Consulta: 2 gener 2012].
- Menzel, D. H.; Minnaert, M.; Levin, B.; Dollfus, A.; Bell, B. «Report on Lunar Nomenclature by The Working Group of Commission 17 of the IAU» (en anglès). Space Science Reviews, 12, 1971, pàg. 136.
- Moore, Patrick. On the Moon (en anglès).  Sterling Publishing Co, 2001. ISBN 0-304-35469-4.
- Price, Fred W. The Moon Observer's Handbook (en anglès).  Cambridge University Press, 1988. ISBN 0521335000.
- Rükl, Antonín. Atlas of the Moon (en anglès).  Kalmbach Books, 1990. ISBN 0-913135-17-8.
- Webb, Rev. T. W.. Celestial Objects for Common Telescopes, 6ª edición revisada (en anglès).  Dover, 1962. ISBN 0-486-20917-2.
- Whitaker, Ewen A. Mapping and Naming the Moon (en anglès).  Cambridge University Press, 2003. 978-0-521-54414-6.
- Wlasuk, Peter T. Observing the Moon (en anglès).  Springer, 2000. ISBN 1-85233-193-3.